# Nemoraea mira
Nemoraea mira là một loài ruồi trong họ Tachinidae.